# Governo de Salvação Nacional (Líbia)
O Governo de Salvação Nacional é um governo alternativo formado por políticos dos blocos que perderam as eleições de junho de 2014 na Líbia. Os termos Alvorada Líbia ou Amanhecer Líbio são usados para se referir aos grupos armados e / ou ao movimento político mais amplo que apoiam este governo. 

## História

### Formação
Em 4 de agosto de 2014, parlamentares islamitas remanescentes do Congresso Geral Nacional recusaram-se a ceder seus assentos, apesar de ter sido derrotados nas eleições de junho do mesmo ano pelas forças liberais, e não reconheceram o resultado das eleições, expressando sua intenção de continuar a legislar a nação africana.
Apoiados por outras milícias islamitas surgidas durante da Guerra Civil Líbia de 2011, conseguiram manter o controle sobre Trípoli e seus arredores, apesar do fato de parte do Exército estar alinhada com os parlamentares liberais. Ambos os grupos tentaram estender seu domínio por meio de armas, dando origem a uma nova guerra civil.
O Congresso Geral Nacional cessante afirma ser uma continuação legítima do antigo Congresso Geral Nacional eleito em 2012, mas não representa uma maioria dos membros desse congresso.  A maioria dos membros do Congresso Geral Nacional passaria a participar do parlamento líbio à época reconhecido internacionalmente, o Conselho dos Deputados.  Já os membros reeleitos do bloco islâmico derrotado optaram por reunirem-se no autoproclamado Congresso Geral Nacional, em vez do Conselho de Deputados, onde estariam em uma minoria reduzida.
O órgão legislativo baseado em Trípoli era formado por membros do Partido da Justiça e Construção (afiliado à Irmandade Muçulmana) e por um grupo de deputados independentes conhecido como Bloco dos Mártires. Seu presidente foi Nuri Abu Sahmain , que já ocupava o cargo quando o mandato do órgão era legal. O Congresso também nomeou um Executivo, o chamado Governo de Salvação Nacional, e para o cargo de primeiro-ministro nomearam Omar al-Hasi, um combatente islamita, que mais tarde foi substituído pelo também islamita Khalifa al-Ghawil. 
Depois de sua derrota esmagadora nas eleições de 2014 dominadas pelo baixo comparecimento às urnas, os partidos islamitas que atuam sob a liderança de Nouri Abusahmain utilizaram dois grupos armados,  a Sala de Operações dos Revolucionários Líbios e a Força Escudo da Líbia, para assumir o controle da capital Trípoli.  No final de agosto, milícias islamitas supostamente raptaram rivais (cujo paradeiro é desconhecido) e atacaram 280 casas.  O Congresso Geral Nacional rejeitou afiliação com qualquer uma dessas atividades. Os grupos islâmicos declararam que eles eram o Congresso Geral Nacional e que eram mais uma vez o parlamento nacional. 

### Acordo Político Líbio
Os membros da Câmara dos Representantes e do Congresso Geral Nacional cessante assinaram um acordo político apoiado pelas Nações Unidas em 17 de dezembro de 2015.  Nos termos do acordo, um Conselho Presidencial de nove membros e um Governo do Acordo Nacional interino de dezessete membros  seria formado, com vista à realização de novas eleições dentro de dois anos.  A Câmara dos Representantes iria continuar a existir como uma legislatura e um órgão consultivo, a ser conhecido como o Conselho de Estado, sendo formado com membros nomeados pelo Congresso Geral Nacional. 
O primeiro-ministro do Governo do Acordo Nacional, Fayez al-Sarraj, chegou em Trípoli em 30 de março de 2016.  No dia seguinte, foi relatado que o Governo do Acordo Nacional assumiu o controle dos primeiros gabinetes ministeriais e que o primeiro-ministro do Congresso Geral Nacional Khalifa al-Ghawi tinha fugido para Misrata.  Em 1 de abril de 2016, o chefe do departamento de mídia do Governo de Salvação Nacional anunciou que o governo renunciou e entregou sua autoridade de volta para o Congresso Geral Nacional.  A imprensa também afirmou que o Congresso Geral Nacional havia "virtualmente se desintegrado". 
Em 5 de abril, o Governo de Salvação Nacional do Congresso Geral Nacional anunciou que estava renunciando, "cessando operações" e cedendo poder ao Conselho Presidencial.  Após a dissolução do Congresso Geral Nacional, os ex-membros desse organismo declararam a criação do Conselho de Estado, como previsto pelo Acordo Político Líbio. 

### Retrocessão e combates em outubro de 2016
Apesar de, terem perdido todas as instituições e ministérios que controlavam em Trípoli em proveito do Governo do Acordo Nacional, Khalifa al-Ghawi e seus aliados se recusariam a ceder o poder ao novo governo respaldado pela ONU. Al-Ghawi decretou estado de “extrema emergência” na capital e em todas as províncias do país controladas por grupos armados aliados a si.
Em 15 de outubro de 2016, as forças leais ao Governo de Salvação Nacional tomaram o edifício do Alto Conselho de Estado e anunciaram o retorno do gabinete de Ghawil.  Em seguida, os combates ocorreram entre os partidários de Sarraj e as forças de Ghawil.

## Primeiros-Ministros do Governo de Salvação Nacional
O Governo de Salvação Nacional era composto de ministros e era dirigido por um primeiro-ministro. Seus membros renunciariam em 1 de abril de 2016 e seria formalmente dissolvido 5 de abril de 2016. 
| Incumbente       | Cargo             | De                    | Até                 |
| ---------------- | ----------------- | --------------------- | ------------------- |
| Omar al-Hassi    | Primeiro-Ministro | 6 de setembro de 2014 | 31 de março de 2015 |
| Khalifa al-Ghawi | Primeiro-Ministro | 31 de março de 2015   | 1 de abril de 2016  |